# Canton de Séderon
Le canton de Séderon est un ancien canton français situé dans le département de la Drôme, dans l'arrondissement de Nyons. À la suite du nouveau découpage territorial de la Drôme entré en vigueur à l'occasion des élections départementales de mars 2015, il se retrouve rattaché au canton de Nyons et Baronnies et fusionne avec les anciens cantons de Rémuzat, Nyons et Buis-les-Baronnies.

## Composition
| Nom                     | Code Insee | Intercommunalité                     | Superficie (km2) | Population (dernière pop. légale) | Densité (hab./km2) |
| ----------------------- | ---------- | ------------------------------------ | ---------------- | --------------------------------- | ------------------ |
| Séderon (chef-lieu)     | 26340      | CC des Baronnies en Drôme provençale | 20,30            | 277 (2014)                        | 14                 |
| Aulan                   | 26018      | CC des Baronnies en Drôme provençale | 10,55            | 10 (2014)                         | 0,95               |
| Ballons                 | 26022      | CC des Baronnies en Drôme provençale | 17,23            | 82 (2014)                         | 4,8                |
| Barret-de-Lioure        | 26026      | CC des Baronnies en Drôme provençale | 34,64            | 83 (2014)                         | 2,4                |
| Eygalayes               | 26126      | CC des Baronnies en Drôme provençale | 17,97            | 67 (2014)                         | 3,7                |
| Ferrassières            | 26135      | CC Ventoux Sud                       | 29,27            | 117 (2014)                        | 4                  |
| Izon-la-Bruisse         | 26150      | CC des Baronnies en Drôme provençale | 14,65            | 9 (2014)                          | 0,61               |
| Laborel                 | 26153      | CC du Sisteronais Buëch              | 23,91            | 108 (2014)                        | 4,5                |
| Lachau                  | 26154      | CC du Sisteronais Buëch              | 25,78            | 217 (2014)                        | 8,4                |
| Mévouillon              | 26181      | CC des Baronnies en Drôme provençale | 29,09            | 237 (2014)                        | 8,1                |
| Montauban-sur-l'Ouvèze  | 26189      | CC des Baronnies en Drôme provençale | 32,29            | 105 (2014)                        | 3,3                |
| Montbrun-les-Bains      | 26193      | CC des Baronnies en Drôme provençale | 33,26            | 421 (2014)                        | 13                 |
| Montfroc                | 26200      | CC Jabron Lure Vançon Durance        | 14,76            | 78 (2014)                         | 5,3                |
| Montguers               | 26201      | CC des Baronnies en Drôme provençale | 11,06            | 42 (2014)                         | 3,8                |
| Reilhanette             | 26263      | CC des Baronnies en Drôme provençale | 14,78            | 145 (2014)                        | 9,8                |
| Vers-sur-Méouge         | 26372      | CC des Baronnies en Drôme provençale | 13,81            | 46 (2014)                         | 3,3                |
| Villebois-les-Pins      | 26374      | CC du Sisteronais Buëch              | 10,81            | 24 (2014)                         | 2,2                |
| Villefranche-le-Château | 26375      | CC des Baronnies en Drôme provençale | 7,42             | 24 (2014)                         | 3,2                |

## Représentation

### conseillers généraux de 1833 à 2015
| Période                                  | Période          | Identité                                                      | Étiquette           | Qualité                                                                                           |
| ---------------------------------------- | ---------------- | ------------------------------------------------------------- | ------------------- | ------------------------------------------------------------------------------------------------- |
| 1833                                     | 1842             | Joseph Roux                                                   |                     | Propriétaire à Aulan                                                                              |
| 1842                                     | 1848             | Joseph Eugène Laurans                                         |                     | Procureur du Roi à Nyons                                                                          |
| 1848                                     | 1852             | Joseph Etienne Leydier                                        |                     | Notaire à Montbrun                                                                                |
| 1852                                     | 1864             | Louis Boveron (1805-1866)                                     |                     | Juge d'instruction au Tribunal civil de Nyons                                                     |
| 1864                                     | 1874             | Marquis Louis Harouard de Suares d'Aulan                      | Droite Bonapartiste | Propriétaire à Aulan                                                                              |
| 1874                                     | 1880             | Marquis Arthur Harouard de Suares d'Aulan (fils du précédent) | Droite Bonapartiste | Officier, écuyer de Napoléon III Maire d'Aulan Député (1876-1878)                                 |
| 1880                                     | 1896 (démission) | Lucien Bertrand                                               | Républicain         | Notaire à Lachau                                                                                  |
| 1896                                     | 1900 (décès)     | Hippolyte Paul Reynaud-Lacroze                                |                     | Notaire, maire de Séderon Décédé à la suite d'une agression                                       |
| 1900                                     | 1901 (décès)     | Pierre Ferlin                                                 | Républicain         | Avocat                                                                                            |
| 1902                                     | 1919             | Lucien Bertrand                                               | Républicain Radical | Notaire, juge de paix à Aix-en-Provence Député (1902-1919), maire de Séderon                      |
| 1919                                     | 1929             | Louis-Eugène Payre-Ficot                                      |                     | Médecin, juge de paix, maire de Séderon                                                           |
| 1929                                     | 1940             | Louis Maigre                                                  | PRS                 | Distillateur de lavande, négociant, maire de Laborel (1900-?), ancien conseiller d'arrondissement |
|                                          |                  |                                                               |                     |                                                                                                   |
| 1942                                     | 1945             | Fernand Gébellin-Meffre                                       |                     | Maire de Ballons Nommé conseiller départemental en 1942                                           |
|                                          |                  |                                                               |                     |                                                                                                   |
| 1945                                     | 1957 (décès)     | Paul Maigre                                                   | SFIO                | Maire de Laborel                                                                                  |
| 1958                                     | 1964             | M. Constantin                                                 | Centriste           |                                                                                                   |
| 1964                                     | 1988             | Delphi Andréoléty (1916-1997)                                 | SFIO puis PS        | Agriculteur, maire de Mévouillon                                                                  |
| 1988                                     | 2001             | Michel Cossanteli                                             | DVG puis PS         | Maire de Barret-de-Lioure (1974-1989) Élu au bénéfice de l'âge en 1996                            |
| 2001                                     | 2015             | Paul Arnoux                                                   | PS                  | Chef d'entreprise Maire de Montbrun-les-Bains de 2001 à 2008 adjoint depuis 2008                  |
| Les données manquantes sont à compléter. |                  |                                                               |                     |                                                                                                   |

## Conseillers d'arrondissement de 1833 à 1940
Le canton de Séderon avait deux conseillers d'arrondissement.
| Période                                  | Période | Identité                                    | Étiquette   | Qualité |
| ---------------------------------------- | ------- | ------------------------------------------- | ----------- | --- |
| 1833                                     | 1836    | Charles Antoine Reynaud-Lacroze (1794-1869) |             | Notaire, juge de paix à Séderon                                                                             |
| 1833                                     | 1845    | Laurent Saïsse                              |             | Maire de Montbrun                                                                                           |
| 1836                                     | 1839    | M. Brachet                                  |             | Suppléant du juge de paix à Nyons                                                                           |
| 1839                                     | 1845    | Pierre Antoine Augustin Jullien             |             | Propriétaire à Séderon                                                                                      |
| 1845                                     | 1848    | Charles Antoine Reynaud-Lacroze             |             | Notaire, juge de paix à Séderon                                                                             |
| 1845                                     | 1855    | M. Reynaud                                  |             | Propriétaire à Montbrun                                                                                     |
| 1848                                     | 1852    | M. Bernard                                  |             | Médecin à Montbrun                                                                                          |
| 1852                                     | 1865    | Jean Antoine Martin Mauduech                |             | Notaire à Lachau                                                                                            |
| 1855                                     | 1858    | M. Monier                                   |             | Juge de paix à Séderon                                                                                      |
| 1858                                     | 1877    | Charles Antoine Reynaud-Lacroze             |             | Notaire, maire de Séderon                                                                                   |
| 1865                                     | 1870    | M. Bernard                                  |             | Officier de santé à Séderon                                                                                 |
| 1870                                     | 1886    | Jean-François Roux                          |             | Propriétaire - Maire d'Eygalayes                                                                            |
| 1877                                     | 1880    | M. Bonnet                                   |             | Maire de Montbrun                                                                                           |
| 1880                                     | 1886    | Isidore Aumage                              |             | Propriétaire, adjoint au maire de Séderon                                                                   |
| 1886                                     | 1898    | François-Joseph Charras                     |             | Propriétaire à Mévouillon                                                                                   |
| 1886                                     | 1892    | Ephrem Mathieu                              | Républicain | Propriétaire à Lachau                                                                                       |
| 1892                                     | 1907    | M. Reynaud                                  | Républicain | Propriétaire à Montbrun                                                                                     |
| 1898                                     | 1904    | M. Jullien                                  | Républicain | Propriétaire à Séderon                                                                                      |
| 1904                                     | 1919    | Louis Maigre                                | PRS         | Maire de Laborel                                                                                            |
| 1907                                     | 1910    | Louis Eugène Payre-Ficot                    |             | Docteur en médecine à Séderon                                                                               |
| 1910                                     | 1925    | Victor Brissac                              | Radical     | Industriel, maire de Ballons                                                                                |
| 1919                                     | 1925    | M. Barral                                   | Radical     | Maire de Montbrun                                                                                           |
| 1925                                     |         | M. Bernard                                  |             | Maire de Montauban                                                                                          |
| 1925                                     |         | M. Cassan                                   |             | Propriétaire à Montbrun                                                                                     |
|                                          | 1937    | M. Faysse                                   | Radical     | |
|                                          | 1940    | Jean Joseph Espieu                          | SFIO        | Propriétaire à Montfroc                                                                                     |
| 1937                                     | 1940    | M. Borel                                    | SFIO        | |
| 1940                                     |         |                                             |             | Les conseils d'arrondissement ont été suspendus par la loi du 12 octobre 1940 et n'ont jamais été réactivés |
| Les données manquantes sont à compléter. |         |                                             |             | |

## Démographie
| 1962  | 1968  | 1975  | 1982  | 1990  | 1999  | 2006  | 2011  | 2012  |
| ----- | ----- | ----- | ----- | ----- | ----- | ----- | ----- | ----- |
| 2 437 | 2 193 | 2 077 | 2 089 | 1 918 | 1 985 | 2 092 | 2 071 | 2 059 |